# La Rage du tigre
Série Le Sabreur manchot
Le Bras de la vengeance
(1969)
Pour plus de détails, voir Fiche technique et Distribution.
La Rage du tigre (titre original : Xin du bi dao) est un film hongkongais réalisé par Chang Cheh, sorti en 1971. C'est le troisième volet de la trilogie Le Sabreur Manchot.

## Synopsis
De sanguinaires clans d'épéistes règnent sur le territoire, laissant derrière eux de véritables champs de batailles où sont entassés de nombreux cadavres. Le jeune sabreur Lei Li se retrouve encerclé par les guerriers du clan de l'infâme maître Long. Défié par ce dernier, Li va perdre le duel, le déloyal maître Long utilisant une botte secrète avec son fléau à 3 branches. Son sens de l'honneur le pousse à respecter l'engagement pris par chacun en début de duel : le perdant devra se trancher le bras droit et renoncer aux arts martiaux. Manchot, mélancolique, Li n'est plus qu'un simple serveur dans une auberge, devenu la risée des clients et refusant de retoucher à son sabre ou de se battre. Il ne trouve un peu de réconfort qu'auprès de la fille du forgeron, laquelle ne comprend pas son inertie devant les provocations.
Mais la venue d'un autre fameux sabreur, très admiratif de sa force de caractère, va le sortir de sa léthargie. Tous deux tissent des liens fraternels et projettent de cultiver un champ. Las, le brillant sabreur tombe dans un piège tendu par maître Long et meurt. C'en est trop pour Lei Li qui décide de le venger. Long et lui s'affrontent dans un ultime duel sur un pont.

## Fiche technique
- Titre français : La Rage du tigre
- Titre original : Xin du bi dao (新獨臂刀)
- Titre anglais : The New One-Armed Swordsman
- Réalisation : Chang Cheh
- Scénario : Ni Kuang
- Production : Runme Shaw et Run Run Shaw
- Société de production : Shaw Brothers
- Musique : Chen Yung-yu
- Photographie : Kung Mu-To
- Montage : Kuo Ting Hsiung
- Costumes : Chi Li
- Pays de production : Hong Kong
- Format : Couleurs - 2,35:1 - Mono - 35 mm
- Genre : Wu Xia Pian
- Durée : 102 minutes
- Dates de sortie : 
  - Hong Kong : 7 février 1971
  - France : 28 juin 1973 ; 26 janvier 2005 (ressortie)
- Affiche : Michel Landi (France)

## Distribution
Légende : Doublage de 1973 (Copies René Chateau Vidéo) ; Redoublage de 2005 (DVD Wild Side Films)
- David Chiang (VF : Sylvain Joubert ; Christophe Hespel) : Lei Li
- Ti Lung (VF : Gérard Dessalles ; Bruno Mullenaerts) : Feng Chun-Chieh
- Ku Feng (VF : Jean-Claude Michel) : Lung Er-zi
- Wong Chung : Jin Yi
- Li Ching (VF : Brigitte Morisan ; Élisabeth Guinand) : Ba Jiao
- Chan Sing (VF : Jacques Deschamps ; Lionel Bourguet) : Chef Chan Chun-nam
- Wong Ching-ho (VF : Edmond Bernard ; Jean-Paul Landresse) : L'aubergiste
- Cheng Lui (VF : Edmond Bernard) : Chef Ho
- Lao Shen (VF : Albert Augier) : le forgeron
- Kang-Yeh Cheng (VF : Jacques Ferrière) : un bandit
- Lau Jun-fai : Garde du corps

## Anecdotes
- Le sabreur manchot apparaît sous le nom de Yang Guo dans The Mythical Crane Hero, roman à épisodes de l'écrivain chinois Jin Yong. Le réalisateur Chang Cheh et son scénariste Kuang Ni reprirent le personnage pour le film Un seul bras les tua tous (1967), premier volet d'une saga à succès qui se poursuit avec Le Bras de la Vengeance (1968), et enfin La Rage du tigre.
- À la suite d'un désaccord financier avec la Shaw Brothers, Jimmy Wang Yu céda sa place à David Chiang, pour ce troisième épisode. Une production taïwanaise organisera cependant en 1976 une rencontre officieuse entre les deux versions et les deux interprètes du personnage.
- Une incohérence apparaît lors de la scène où Lei Li se souvient du moment où il se tranche le bras. Dans la première scène, le bras gauche qui ampute le buste du bras droit lance le sabre sur le bras coupé et le fiche dans un arbre. Dans le souvenir, Lei Li se coupe le bras, sans  rien faire de particulier ensuite.
- Deux remakes méritent d'être cités : Frères d'armes (sorti en 1994 dans lequel joue David Chiang), et The Blade, de Tsui Hark, qui suit avec exactitude une grande partie de la trame du film de 1967.
- Un crossover eut lieu en 1971, entre le sabreur manchot et Zatoïchi, le masseur aveugle japonais, dans Zatôichi contre le sabreur manchot.
- Quentin Tarantino s'est en partie inspiré de productions de la Shaw Brothers (comme La Rage du tigre) pour son Kill Bill: Vol. 1 : univers visuel et musical, cadrages, récit d'une vengeance, combats spectaculaires opposant un héros à des centaines d'opposants...
- Le film a aussi influencé George Lucas, qui lui reprend des thèmes explicites comme la mutilation ou le vêtement (blanc puis noir) de Luke Skywalker.
- On reconnaît dans la bande musicale plusieurs courts emprunts à des productions étrangères, notamment des thèmes extraits de compositions de John Barry pour le film Au service secret de sa Majesté sorti en 1969.

## La trilogieLe Sabreur Manchot
- 1967 : Un seul bras les tua tous (Du bei dao), de Chang Cheh
- 1969 : Le Bras de la vengeance (Du bei dao wang), de Chang Cheh
- 1971 : La Rage du tigre (Xin du bi dao), de Chang Cheh